# Banda Simfònica de Badalona

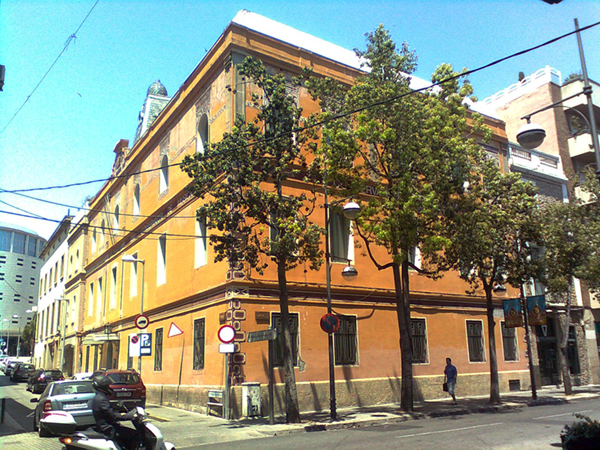
Conservatorio de música de Badalona.

La Banda Sinfónica de Badalona (BSB) fue creada el 9 de julio del año 2000 como una herramienta cultural al servicio de la ciudad, con el objetivo de facilitar a todo el mundo el acceso a la música sinfónica, en este caso adaptada a la formación de la agrupación. Así pues, la BSB nació con la vocación de transmitir el gusto por la música a todos los lugares posibles de una forma continuada mediante la programación de sus conciertos. Es un proyecto que tiene un vertiente pedagógica debido a que la mayor parte de los integrantes de la agrupación son estudiantes de conservatorios y escuelas de música de todos los rincones de las tierras catalanas (Badalona, Tiana, Masnou, Mollet del Vallès, Manresa, Tarrasa y Barcelona.
La formación ha ofrecido actuaciones en distintas ciudades y pueblos de la geografía catalana como Badalona, Tiana, Ripollet, Cabrils, entre otros. También cabe destacar el viaje a Alemania para participar en el festival Eurotreff 2001 en representación de España, el cual tuvo lugar en las ciudades de Weinheim, Hemsbach y Hirschberg. Debido a un intercambio con la Banda Municipal de Limoux, la BSB realizó un concierto en esta localidad francesa el 21 de marzo de 2004.
El director titular de la banda es el maestro Manel Barea, y el principal director invitado es Miguel Arrué. La banda también ha sido dirigida en algunas ocasiones por Josep Mut, exdirector de la Banda Municipal de Barcelona, Joan Palet, violonchelista de la OBC y colaborador habitual de la banda, Salvador Brotons, A. Reverté, entre otros.
También promueve la participación como solistas a sus integrantes, como Martí y Laura Guasteví, Marc Sánchez, Raül Brenchat, Miquel Ramos, Valeria Conti, Xavi Castillo, Bru Maymo, Mª Teresa Gómez, Jordi Gómez, y a solsitas de renombrado nivel, como Ricardo Casero, Rafael Tortajada, Montserrat Pi, Joaquim Duran, etc.
En el 2008 estrenó el Concierto para fagot y banda de Alejandro Civilotti, titulado Impromptu, recuerdo y danza.
También en 2008, la Banda consiguió el Premio al mejor desfile del Certamen de Bandas Ciudad de Cullera, del cual ha sido ganadora del Primer Premio en el abril de 2010, además de obtener la Mención Única del Jurado, interpretando la obra obligada Rabajól del maestro Taléns, y Rebroll, de Salvador Brotons.

## Conciertos
La formación efectua como mínimo tres conciertos al año en Badalona. En noviembre el concierto de Santa Cecília, patrona de los músicos, en el Teatro Principal; en febrero el concierto de carnaval en el Teatro Zorrilla; y en mayo el concierto de las Fiestas de Mayo de Badalona, que tiene lugar en la plaza de la Plana.